# Canale marittimo di Manchester
Il canale marittimo di Manchester (in inglese: Manchester Ship Canal) è un canale di 58 chilometri nel nord-ovest dell'Inghilterra. Progettato per fornire alla città di Manchester l'accesso diretto al Mare d'Irlanda, fu costruito tra il 1887 e il 1894 ad un costo di 15 milioni di sterline (che nel 2010 è 1,27 miliardi di sterline) e a quel tempo era il canale navigabile più lungo del mondo.
Il canale segue i fiumi Mersey e Irwell per la maggior parte del suo percorso ed è costellato da numerose chiuse. Vari tipi di imbarcazioni possono prenderlo, dalla piccola imbarcazione costiera al cargo intercontinentale, ma non è abbastanza largo per le navi moderne.
Il canale non è più considerato un'importante rotta di trasporto, ma continua a trasportare 6 milioni di tonnellate di merci ogni anno. Dal 1993 è gestito da un proprietario privato.